# Ministerio de Defensa de España
Das Ministerio de Defensa de España (Verteidigungsministerium von Spanien) ist das für die Landesverteidigung zuständige Ministerium des Königreichs Spanien. Es verwaltet die Spanischen Streitkräfte.

## Aufgabe
Die Aufgabe des spanischen Verteidigungsministerium ist die Vorbereitung und Entwicklung sowie die Durchführung der Verteidigungspolitik des Königreichs Spanien. Ferner ist es für die administrative Leitung sowie Verwaltung der Spanischen Streitkräfte zuständig.

## Organisation

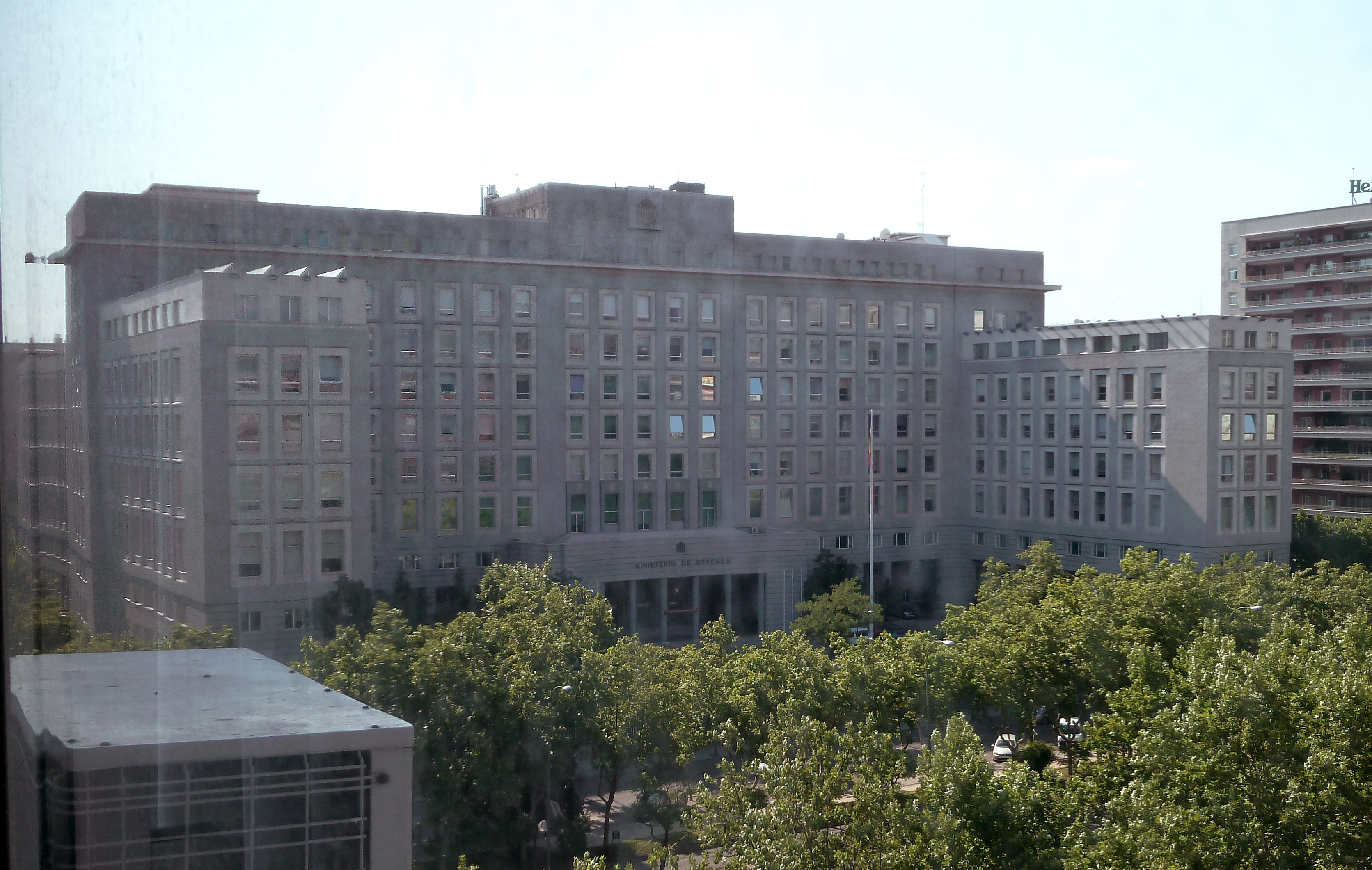
Sitz des Verteidigungsministeriums in Madrid

Die politische Leitung des Ministeriums obliegt dem Verteidigungsminister. Die Leitung der Streitkräfte an sich obliegt dem Generalstabschef (Jefe del Estado Mayor de la Defensa). Oberbefehlshaber der Streitkräfte ist der König.